# Роял Альберт Холл
Королівський Альберт Холл мистецтв і наук (англ. Royal Albert Hall of Arts and Sciences) — установа культури, концертний зал, меморіал на згадку принц-консорта Альберта, побудований за часів королеви Вікторії у Лондоні. Розташований у Південному Кенсінгтоні, одному з районів Лондона.
Вміщує близько 9500 глядачів (7000 сидячих та 2500 стоячих місць).

## Вступ
Королівський Альберт Холл є однією із найупізнаваніших будівель у світі. У ньому щорічно відбуваються близько 350 заходів, зокрема, концерти класичної музики, опери та балети, церемонії нагороджень, благодійні концерти, бенкети.

## Історія

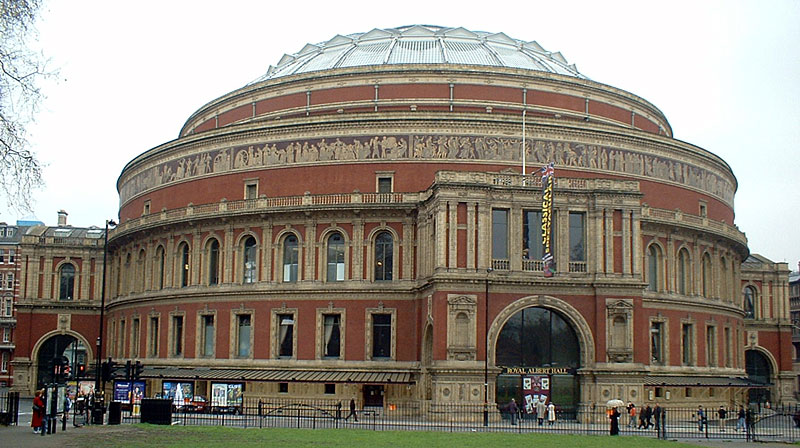
Королівський Альберт-хол

У 1851 році принц Альберт відкрив Усесвітню виставку, для якої побудували Кришталевий палац у Гайд-парку, неподалік від Альберт Холлу. Виставка мала великий успіх. Принц Альберт збирався здійснити деякі проєкти в галузі освіти. Проєкти реалізовувалися повільно і в 1861 році принц Альберт помер, не побачивши втілення своїх ідей. Проте, у Гайд-парку було запропоновано встановити пам'ятник, а навпроти нього великий зал. Ця пропозиція була затверджена і землю придбали на прибутки від виставки. Після того, як решту коштів було зібрано, у квітні 1867 королева Вікторія підписала Королівський статут корпорації Залу мистецтв і наук, яка мала управляти будинком, і на 20 травня заклала перший камінь.
29 березня 1871 відбулася церемонія відкриття залу. Після вступної промови принца Едуарда королева була занадто схвильована, щоб говорити. Тому принц Едуард оголосив: «Королева заявляє, зал уже відкритий». Після концерту, що відбувся, акустичні проблеми залу стали очевидними. Вони не були належним чином вирішені до 1969 року, коли ряд великих скловолоконних акустичних дисків для розповсюдження звуку (які називають «грибами» або «літаючими тарілками») були встановлені на стелі, щоб зменшити наявну луну.
Тепер зал використовують головно як місце проведення заходів і виступів гуртів, таких, як Cream, The Beatles, Led Zeppelin та The Who. Тут відбулися дебюти багатьох видатних людей, зокрема й Ендрю Лоуренса-Кінга. Також проводять церемонії для студентів Імперського коледжу Лондона. На додаток до цього існують різні екскурсії.

## Світлини

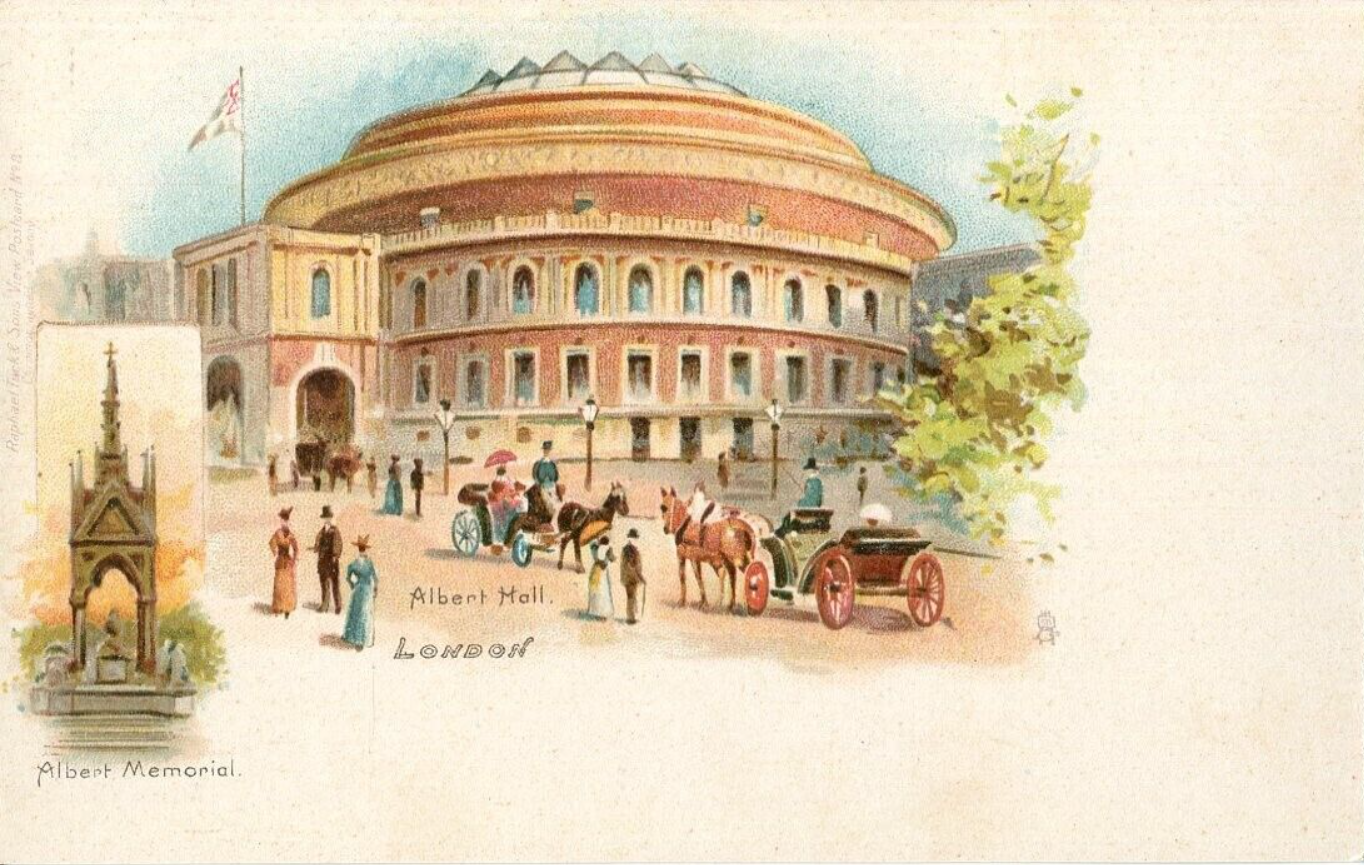
Листівка, 1903
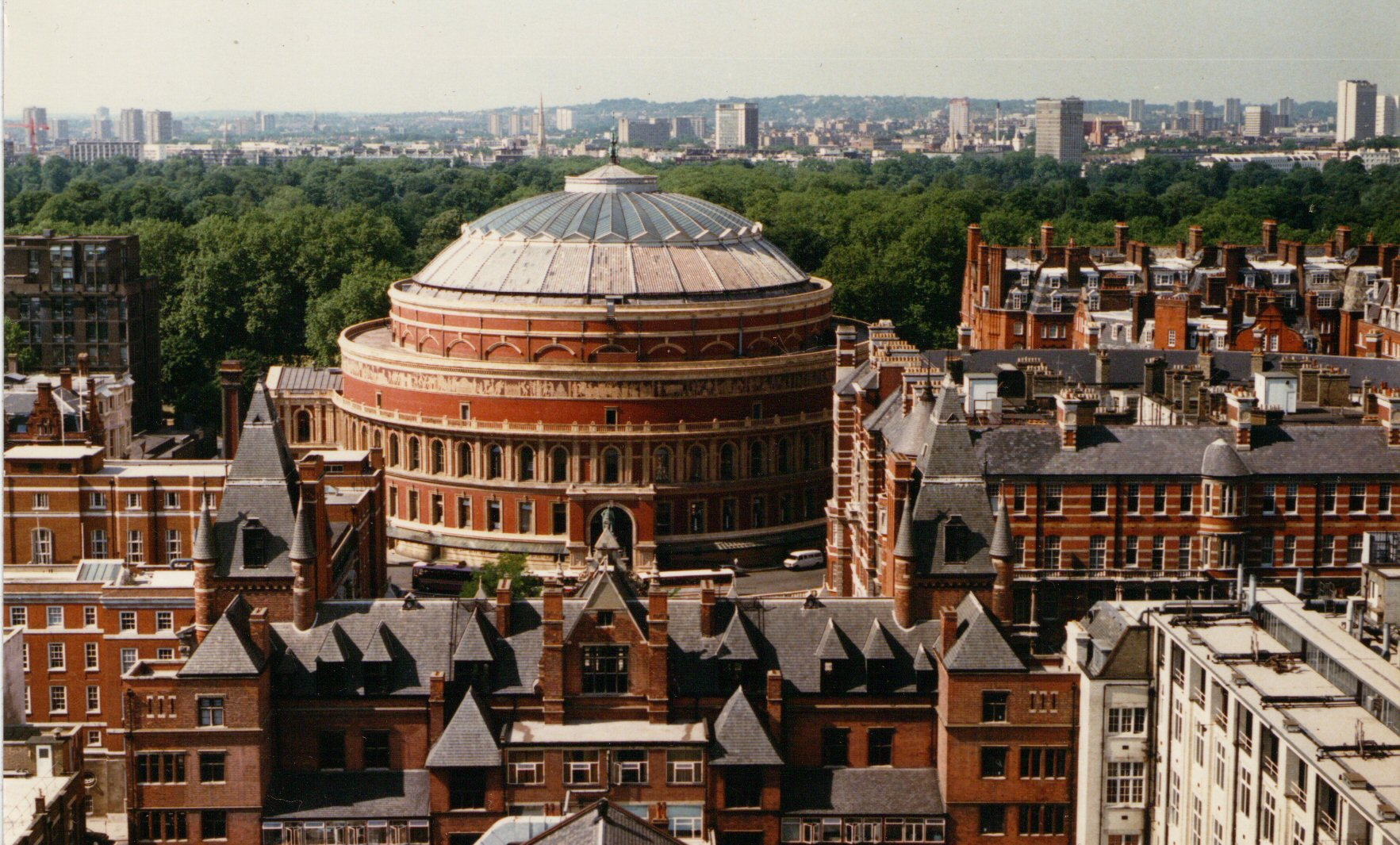
1986
Фіолетові «тарілки» під стелею для кращої акустики — вони глушать луну. Фото зайняло 2-ге місце у фотоконкурсі ВЛП-2016